# Neighborhoods
Neighborhoods é o sexto álbum de estúdio da banda estadunidense Blink-182, lançado em 27 de Setembro de 2011. Este foi o primeiro trabalho deles com material novo em oito anos e foi gravado após a reunião da banda em 2009 depois de quatro anos em hiatus. Este CD também será o primeiro álbum do Blink-182 produzido pelos próprios membros da banda, sem a ajuda externa de um produtor musical.
O álbum sofreu vários atrasos em seu lançamento. Apesar de várias demos terem sido gravados em 2009, o trabalho em cima do disco começou de fato em junho de 2010. Em abril de 2011, a banda cancelou sua turnê pela Europa, devido a gravação em estúdio estar demorando mais tempo que o previsto.
O primeiro single foi a canção "Up All Night", que estreou em 14 de julho de 2011.

## Faixas
Todas as faixas escritas e compostas por Mark Hoppus, Tom DeLonge e Travis Barker. 
| Neighborhoods  |                            |         |  |
| N.º            | Título                     | Duração |  |
| 1.             | "Ghost on the Dance Floor" | 4:17    |  |
| 2.             | "Natives"                  | 3:55    |  |
| 3.             | "Up All Night"             | 3:20    |  |
| 4.             | "After Midnight"           | 3:25    |  |
| 5.             | "Heart's All Gone"         | 3:15    |  |
| 6.             | "Wishing Well"             | 3:20    |  |
| 7.             | "Kaleidoscope"             | 3:52    |  |
| 8.             | "This Is Home"             | 2:46    |  |
| 9.             | "MH 4.18.2011"             | 3:27    |  |
| 10.            | "Love Is Dangerous"        | 4:27    |  |
| Duração total: | Duração total:             | 36:34   |  |

| Edição Deluxe  |                              |         |  |
| N.º            | Título                       | Duração |  |
| 1.             | "Ghost on the Dance Floor"   | 4:17    |  |
| 2.             | "Natives"                    | 3:55    |  |
| 3.             | "Up All Night"               | 3:20    |  |
| 4.             | "After Midnight"             | 3:25    |  |
| 5.             | "Snake Charmer"              | 4:27    |  |
| 6.             | "Heart's All Gone Interlude" | 2:02    |  |
| 7.             | "Heart's All Gone"           | 3:15    |  |
| 8.             | "Wishing Well"               | 3:20    |  |
| 9.             | "Kaleidoscope"               | 3:52    |  |
| 10.            | "This Is Home"               | 2:46    |  |
| 11.            | "MH 4.18.2011"               | 3:27    |  |
| 12.            | "Love Is Dangerous"          | 4:27    |  |
| 13.            | "Fighting the Gravity"       | 3:42    |  |
| 14.            | "Even If She Falls"          | 3:00    |  |
| Duração total: | Duração total:               | 49:10   |  |

## Paradas musicais
| Paradas (2011)             | Melhor posição |
| -------------------------- | -------------- |
| Austrália Albums Chart     | 2              |
| Países Baixos Albums Chart | 58             |
| Irlanda Albums Chart       | 12             |
| Nova Zelândia Albums Chart | 3              |
| Suíça Albums Chart         | 11             |
| UK Albums Chart            | 6              |
| UK Rock Chart              | 1              |
| Billboard 200              | 2              |